# Bibimbap
Bibimbap (din limba coreeană bibimbap pronunție în coreeană [pi.bim.p͈ap̚], însemnând „orez amestecat”), uneori romanizat ca bi bim bap sau bi bim bop, este un fel de mâncare coreean din orez. 
Bibimbap este servit ca un bol de orez alb cald acoperit cu namul (legume sotate și condimentate) și gochujang (pastă de ardei iute), sos de soia sau doenjang (pastă de soia fermentată). Un ou crud sau prăjit și felii de carne (de obicei de vită) fac de obicei parte din acest fel. Felul de mâncare se amestecă bine cât este încă fierbinte, chiar înainte de a mânca.
În Coreea de Sud, Jeonju, Jinju și Tongyeong sunt zone cunoscute mai ales pentru versiunile lor de bibimbap. În 2011, bibimpap a fost inclus ca al 40-lea fel de mâncare într-o listă a 50 cele mai delicioase din lume, întocmită de CNN Travel.

## Istoric
Numele bibimbap a fost adoptat în secolul al XX-lea. Din perioada Joseon (1392–secolul al XVI-lea) până în secolul al XX-lea, bibimbap se numea goldongban, care înseamnă orez amestecat cu diferite ingrediente. Acest fel de mâncare era în mod tradițional consumat în ajunul anului nou lunar, deoarece în acea vreme se considera că resturile de mâncare și garniturile rămase nu trebuie să treacă în anul nou. Soluția la această problemă a fost amestecarea acestor resturi într-un bol cu orez. Bibimbap este, de asemenea, considerat ca masă pentru țărani și fermieri, mai ales în perioadele de muncă intensă, deoarece era cel mai simplu mod de a găti pentru un număr mare de persoane. Bibimbap era servit regelui ca masă de prânz sau ca gustare între mese.
Bibimbap este menționat pentru prima dată în Siuijeonseo, o carte de bucate anonimă din secolul al XIX-lea. În această carte, numele este scris ca 비빔밥 (bubuimbap). Unii experți susțin că bibimbap provine din practica tradițională de a amesteca toate alimentele oferite ca ofrandă în timpul unui ritual ancestral (jesa) într-un castron înainte de a lua parte la ritual.
De la sfârșitul secolului al XX-lea, bibimbap a început să apară din ce în ce mai mult în diferite țări, mai ales datorită ușurinței preparării. Este servit pe multe curse aeriene spre Coreea de Sud.

## Mod de preparare

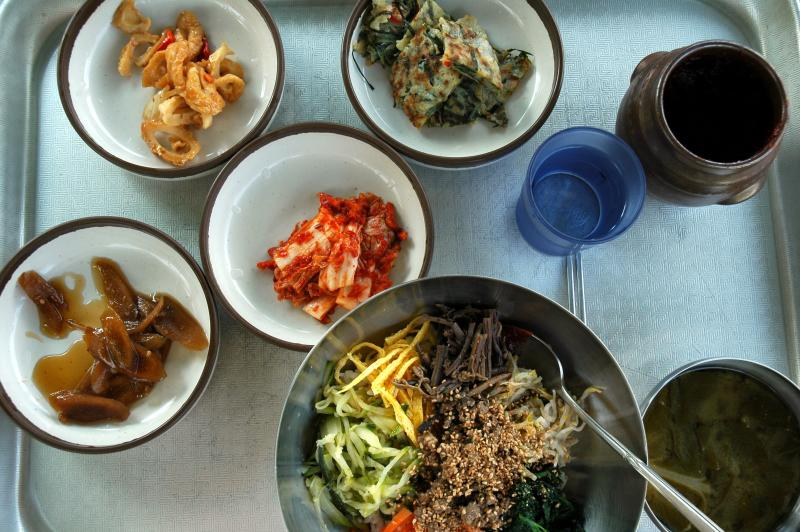
O selecție de ingrediente pentru a găti bibimbap

Legume frecvent utilizate în bibimbap includ oi (castravete) tăiat julien, dovlecel, mu (ridiche), ciuperci, doraji (rădăcină de floare balon) și gim, precum și spanac, germeni de soia și gosari (tulpini de ferigă). Dubu (tofu), fie simplu sau sote, sau o frunză de salată verde poate fi adăugată, iar carnea de pui sau fructe de mare pot înlocui carnea de vită. Pentru prezentare, grupurile de diverse legume sunt adesea așezate astfel încât culorile adiacente să se potrivească. În versiunea sud-coreeană sunt adăugate și ulei de susan, pastă de ardei roșu (gochujang) și semințe de susan.

## Variante

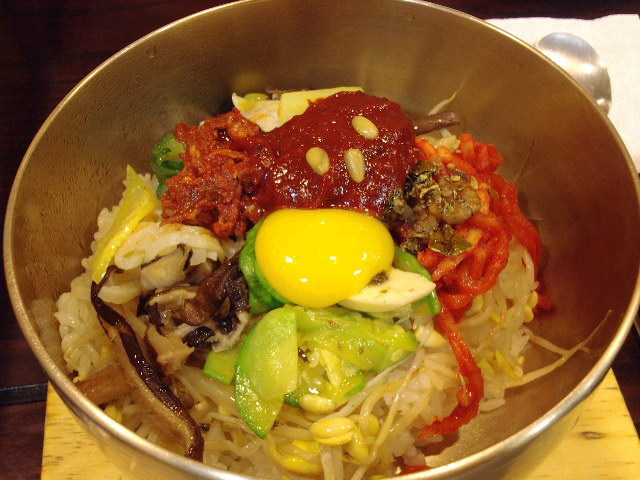
Bibimbap dinJeonju

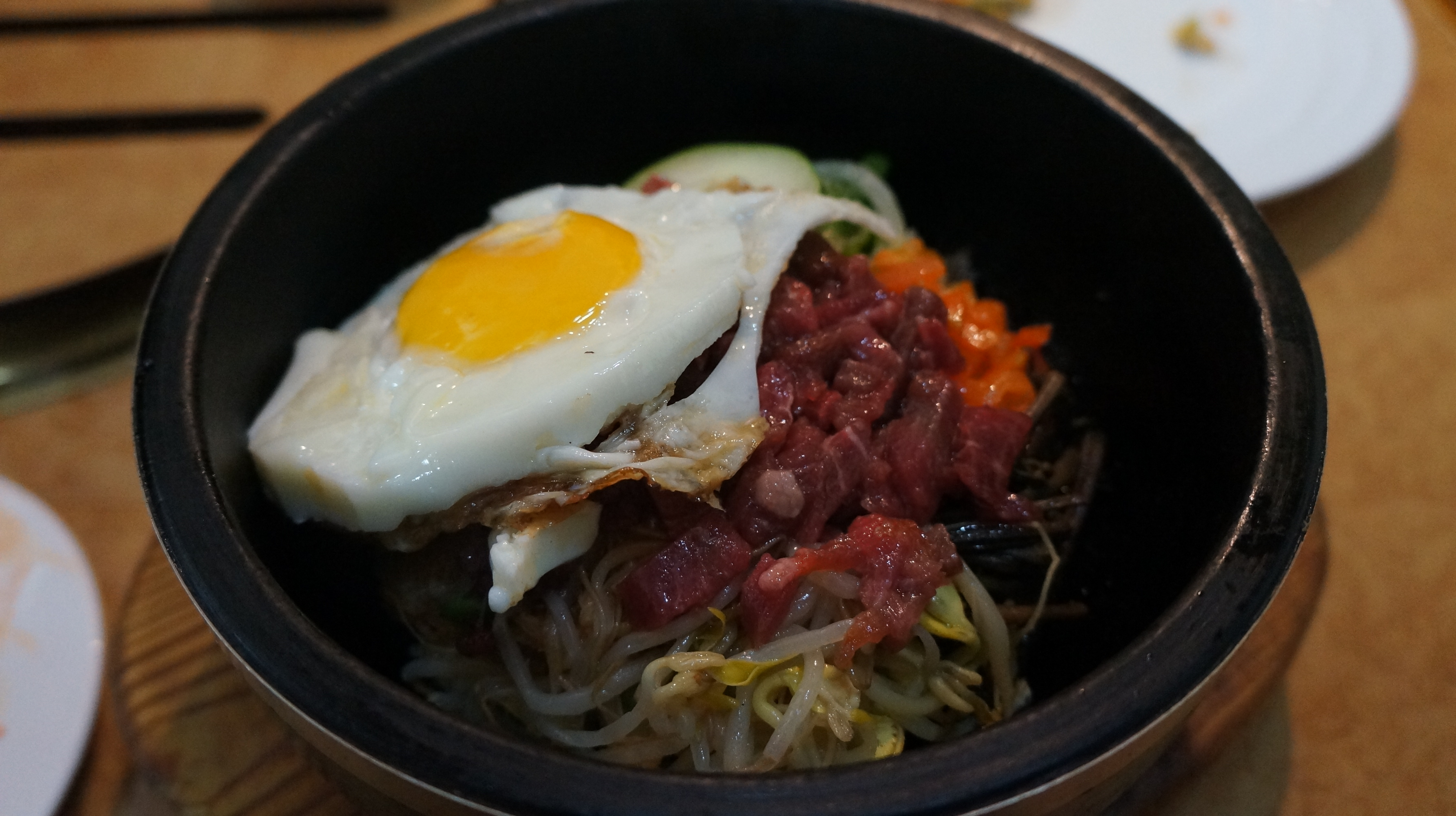
Bibimbap din Phenian

- Bibimbap tartar de vită (yukhoe-bibimbap)
- Bibimbap cu melci de apă dulce și pastă de soia (ureong-doenjang-bibimbap)
- Bibimbap în bol de piatră fierbinte (dolsot-bibimbap (돌솥 비빔밥)) este o variantă de bibimbap servit într-un dolsot (bol de piatră) foarte fierbinte, în care un ou crud este gătit pe pereții vasului. Bolul este atât de fierbinte încât orice îl atinge sfârâie preț de câteva minute. Înainte de a pune orez în bol, fundul vasului este acoperit cu ulei de susan, ceea ce face ca stratul de orez care atinge bolul să se rumenească (누릉지). Această variantă de bibimbap este de obicei servită la comandă, oul și celelalte ingrediente fiind amestecate în bol chiar înainte de consum.
- Jeonju-bibimbap, cu orez fiert în supă de carne de vită în loc de apă[11][12]
- Jinju-bibimbap, servit cu carne de vită crudă sau gătită[13][14]
- Bibimbap cu pește crud (hoe-deopbap)
- Bibimbap cu icre (albap)
- Bibimbap cu carne de porc picantă (jeyuk-bibimbap)
- Bibimbap cu germeni (saessak-bibimbap)
- Tongyeong-bibimbap, servit cu fructe de mare
- Bibimbap cu legume sălbatice (sanchae-bibimbap)
- Bibimbap cu ierburi sălbatice
- Bibimbap în bol de alamă
- Hoedeopbap (회덮밥) utilizează o varietate de fructe de mare crude, precum tilapia, somon, ton sau, uneori, caracatiță, dar fiecare bol de orez conține de obicei o singură varietate de fructe de mare. Termenul hoe din nume înseamnă „pește crud”. Acest fel de mâncare este popular de-a lungul coastelor din Coreea, unde peștii se găsesc din abundență[necesită citare].
- Orașul Jeonju (전주), capitala de provinciei Jeollabuk-do din Coreea de Sud, este renumită în întreaga Coree pentru versiunea sa de bibimbap,[15] despre care se spune că se bazează pe o rețetă de la curtea regală din timpul dinastiei Joseon.[16]
- Yakcho-bibimbap (약초비빔밥) este din Jecheon. Jecheon este un loc în care cresc multe plante medicinale, iar astfel se pot găsi mai multe rădăcini mai bine dezvoltate. Combinația de plante medicinale și bibimbap a făcut acest fel unul dintre cele mai populare alimente din Jecheon[17].

## Simbolism
Ingredientele din bibimbap sunt pline de simbolism. Negrul sau culorile închise reprezintă nordul și rinichii – de exemplu, ciuperci shiitake, ferigi sau alge. Roșul sau portocaliul reprezintă sudul și inima, prin ardei iute, morcovi și jujube. Verdele reprezintă estul și ficatul, prin castravete si spanac. Albul este vestul și plămânii, cu alimente precum germeni de fasole, ridiche și orez. Galbenul reprezintă centrul și stomacul, cu alimente care includ dovleac, cartofi sau ouă.